# Биоразнообразие

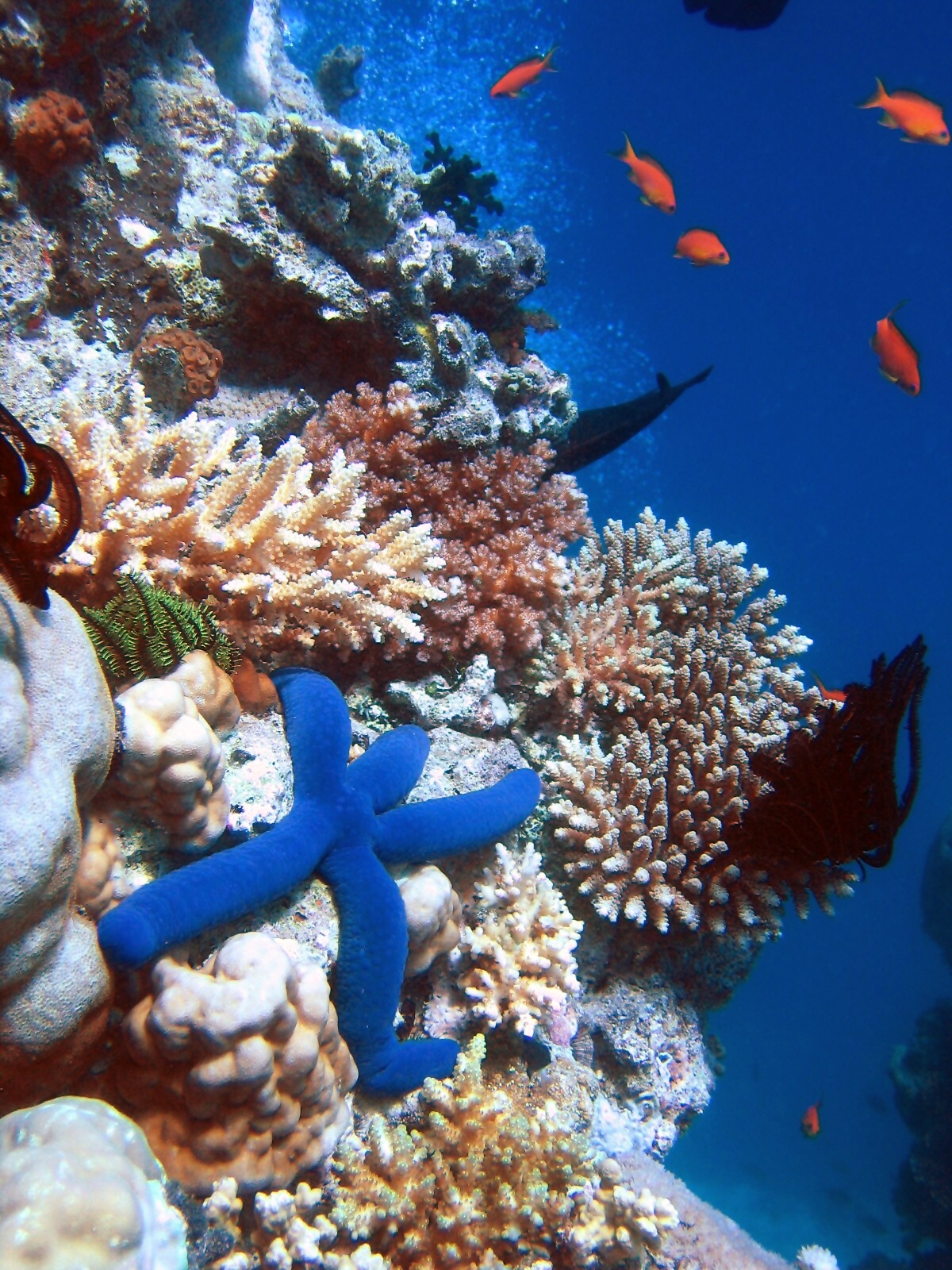
Коралловые рифы — пример так называемого очага биоразнообразия

Биоразнообра́зие (биологи́ческое разнообра́зие) — разнообразие жизни во всех её проявлениях, а также показатель сложности биологической системы, разнокачественности её компонентов. Также под биоразнообразием понимают разнообразие на трёх уровнях организации: генетическое разнообразие (разнообразие генов и их вариантов — аллелей), видовое разнообразие (разнообразие видов в экосистемах) и, наконец, экосистемное разнообразие, то есть разнообразие самих экосистем.
Основные научные концепции биоразнообразия были сформулированы лишь в середине XX века, что напрямую связано с развитием количественных методов в биологии.

## Термин
Термин «биологическое разнообразие» впервые применил Г. Бэйтс в 1892 г.
Сокращённый термин «BioDiversity» впервые введён В. Розеном в 1968 году на национальном форуме «Стратегия США в отношении биологического разнообразия», причём «неологизм появился как сокращённый вариант „биологическое разнообразие“, исходно используемого лишь для описания числа видов».

## Классификация
В работах Роберта Уиттекера была предложена организация уровней экосистемного разнообразия и исследованы зависимости биоразнообразия от факторов окружающей среды. Согласно его представлениям выделяют:
- альфа-разнообразие — разнообразие внутри сообщества,
- бета-разнообразие — разнообразие между сообществами,
- гамма-разнообразие — разнообразие надценотической системы по градиентам среды.

Впоследствии эти идеи были развиты и предложен ряд различных классификаций. Всё это типологическое многообразие сводится к двум типам разнообразия — инвентаризационному, то есть разнообразию внутри биосистемы, и дифференцирующему, то есть разнообразию между биосистемами. Инвентаризационное разнообразие обычно оценивается с помощью унарных индексов (например, мер разнообразия), а дифференцирующее — с помощью n-арных (чаще бинарных) мер.

## Значение
Величина биоразнообразия как внутри вида, так и в рамках всей биосферы признана в биологии одним из главных показателей жизнеспособности (живучести) вида и экосистемы в целом и получила название «Принцип биологического разнообразия». Действительно, при большом однообразии характеристик особей внутри одного вида (это относится и к человеку, и к растениям, и к микроорганизмам) любое существенное изменение внешних условий (погода, эпидемия, изменение кормов и пр.) более критично скажется на выживаемости вида, чем в случае, когда последний имеет большую степень биологического разнообразия. То же (на другом уровне) относится и к богатству (биоразнообразию) видов в биосфере в целом.
История человечества накопила уже целый ряд примеров отрицательных последствий попыток слишком грубого и упрощённого «назначения» каких-то биологических видов, семейств и даже экосистем однозначно полезными, или однозначно вредными. Осушение болот приводило не только к уменьшению малярийных комаров, но и к более бурным весенним паводкам при иссушении близлежащих полей летом, отстрел волков («обидчиков» оленей) на замкнутом плато — к неумеренному росту численности этих оленей, почти полному истреблению ими кормов и последующему повальному падежу.
Биоразнообразие — ключевое понятие в природоохранном дискурсе. Это определение стало официальным определением с точки зрения буквы закона, поскольку вошло в конвенцию ООН по вопросам биоразнообразия, которая принята всеми странами Земли, за исключением Андорры, Брунея, Ватикана, Ирака, Сомали и США. ООН установила Международный день биологического разнообразия.
Каким-то объективным способом определить необходимость сохранения и поддержания биоразнообразия довольно трудно, поскольку это зависит от точки зрения того, кто оценивает эту необходимость. Тем не менее существуют четыре главные причины сохранять биоразнообразие:
- С точки зрения потребителя элементы биоразнообразия являются природными кладовыми, которые уже сегодня представляют зримую пользу для человека или могут оказаться полезными в будущем.
- Биоразнообразие как таковое приносит как хозяйственную, так и научную пользу (например, в поисках новых лекарственных препаратов или способов лечения).
- Выбор в пользу сохранения биоразнообразия — это этический выбор. Человечество в целом является частью экологической системы планеты и зависит от её благополучия, а потому должно бережно относиться к биосфере.
- Значимость биоразнообразия можно также характеризовать в эстетическом, сущностном и этическом плане. Природа прославляется и воспевается художниками, поэтами и музыкантами всего мира; для человека природа является вечной и непреходящей ценностью.

## Теории
По причине того, что область биологии, изучающая причины биоразнообразия, ещё не сложилась, в этой области наблюдается большое число теорий и отдельных гипотез (более 120). Наиболее полный обзор теорий, претендующих на объяснение закономерностей изменения биоразнообразия, был представлен известным биологом-теоретиком Брайаном МакГиллом:
- Теория континуума (continuum theory). Возникла на основе идей Р. Х. Уиттекера по градиентному анализу.
- Нейтральная теория (neutral theory). Основные идеи изложены Стивеном Хаблом в работе The Unified Neutral Theory of Biodiversity and Biogeography и представляют собой адаптацию идей нейтральной теории молекулярной эволюции Мотоо Кимуры применительно к экологии.
- Теория метапопуляций (metapopulation). Возникла на основе идей о метапопуляциях («пространственных пятнах популяции») в ландшафтной экологии и связанных с ними эффектах.
- Фрактальная теория (fractal). Идеи об определении отношения типа виды-площадь (SAR) на основе фрактальных закономерностей.
- Агрегированное пуассоновское распределение (clustered poisson). «Описание пространственной структуры сообщества на основе точечного процесса, когда по площади распределяются „материнские“ точки, вокруг которых неким образом распределяются „дочерние“ точки»[13].
- Максимизация энтропии (MaxEnt). Отражение давней тенденции проникновения в биологию методов теории информации, а также общесистемных формальных теорий.

## Признаки и количественная оценка
В первом приближении биологическое разнообразие видов характеризуется двумя признаками — видовым богатством и выровненностью.
Видовое богатство отражает число видов, встречающихся в пределах экосистемы, в то время как выровненность характеризует равномерность распределения численности животных. Выделение этих составляющих связано с тем, что за редким исключением в экосистемах среди организмов, принадлежащих к одному трофическому уровню, экологической или таксономической группе, большая часть биомассы достигается за счёт вклада очень немногих видов.

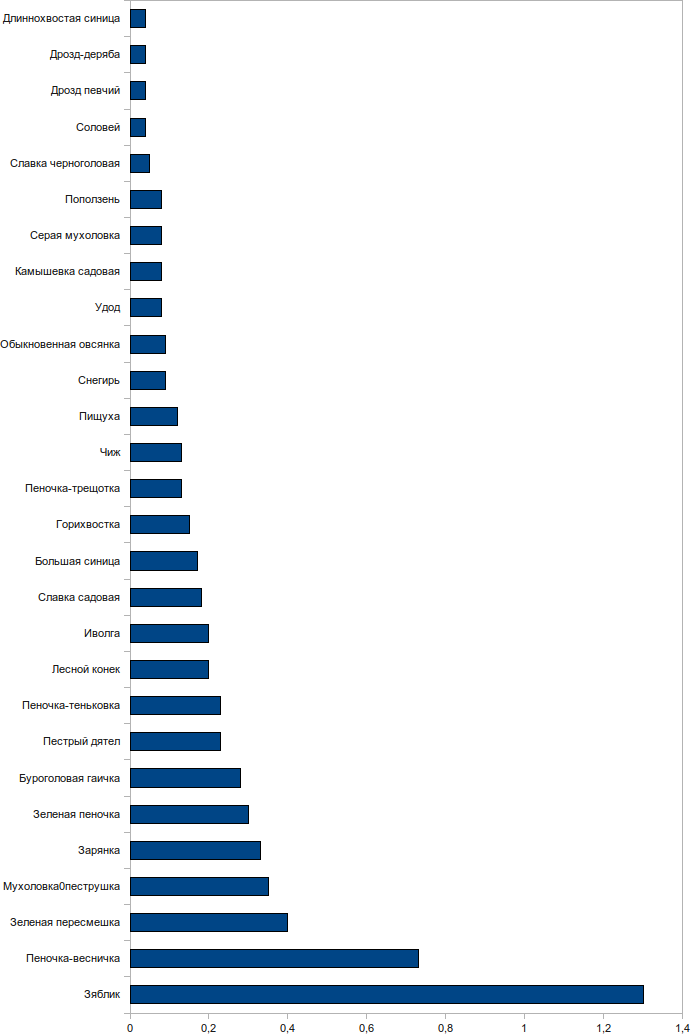
Численность лесных птиц на участке берёзового сосняка в период гнездования (пар/га). Зяблик является доминирующим видом

Для количественной оценки инвентаризационного разнообразия используются меры разнообразия или двойственные им меры концентрации. Подразумевается, что наиболее разнообразное сообщество является «стратегическим запасом» биологической эволюции, а, следовательно, количественное определение таких сообществ позволяет обеспечить им охранный статус. Близким понятием является понятие выравненности (evenness или equitability) видового состава сообщества.
Другим направлением количественной оценки является определение доли редких и обильных видов, а также их влияния на структуру сообществ в целом. Близким направлением является оценка доминирования видов, в рамках концепции которой используется понятие значимости вида. Под значимостью может пониматься оценка его места в экосистеме — биомасса, численность и др.
Ещё одним (очень популярным и значимым) направлением в этой области является предсказание числа необнаруженных (unseen) видов сообщества. Для этих целей используют: простые статистические экстраполяции на основе методов анализа временных рядов, кривые зависимости типа «виды-площадь», построение моделей на основе фрактальных закономерностей и проч.
А. В. Марковым и А. В. Коротаевым была показана применимость гиперболических моделей положительной обратной связи для математического описания макродинамики биологического разнообразия.

## Причины сокращения
Исчезновение биологических видов является нормальным процессом развития жизни на Земле. В процессе эволюции неоднократно происходило массовое вымирание видов. Примером может служить пермское вымирание, приведшее к исчезновению всех трилобитов.
Начиная с XVII века основным фактором ускорения вымирания стала хозяйственная деятельность человека, за этот период исчезло 120 видов амфибий, 94 вида птиц, 63 вида млекопитающих. В общем плане причинами снижения разнообразия служат: растущее потребление ресурсов, пренебрежительное отношение к видам и экосистемам, недостаточно продуманная государственная политика в области эксплуатации природных ресурсов, непонимание значимости биологического разнообразия и рост численности населения Земли.
Причинами исчезновения отдельных видов обычно являются нарушение местообитания и чрезмерная добыча. В связи с разрушением экосистем уже погибли многие сотни видов растений и животных. По данным Всемирного союза охраны природы, с 1600 года исчезло 844 вида растений и животных. От чрезмерной добычи страдают промысловые животные, особенно те, которые высоко ценятся на международном рынке. Под угрозой находятся редкие виды, обладающие коллекционной ценностью, а также нелегально используемые в «традиционной китайской медицине». Большинство видов крупных наземных животных (крупные копытные, кошачьи, слоны, носороги и другие животные, чей вес превышает 20 кг) сохранились только на охраняемых территориях (в заповедниках, национальных парках).
К числу других причин относятся: влияние со стороны интродуцированных видов, ухудшение кормовой базы, целенаправленное уничтожение с целью защиты сельского хозяйства и промысловых объектов.
По оценкам западных ученых, в последние годы под угрозой исчезновения находится 33,5 тыс. видов растений (14 % известных видов). 2/3 видов птиц из 9,6 тысяч, обитающих на Земле, переживают снижение численности. 11 % всех видов птиц и млекопитающих находятся под угрозой исчезновения и ещё 14 % находятся на пути к вымиранию, если существующие тенденции будут продолжаться. 30 % из 24 тыс. видов рыб также находятся под угрозой вымирания. Ученые американского Университета Дьюка считают, что мир в XXI веке стоит на грани шестого вымирания видов растений и животных, а деятельность человека в 1000 раз ускоряет этот процесс.
Хотя популярным остаётся мнение о настораживающем снижении биологического разнообразия, существует и противоположное мнение. Исследование периода пандемии коронавируса показало, что научное сообщество может серьёзно недооценивать его: трое ученых, снимавших дом в пригороде Брисбена, за год насчитали в доме и на территории вокруг него 1150 различных видов грибов, растений и животных.

## Охрана
Основные принципы охранной деятельности по сохранению биоразнообразия:
- создание особо охраняемых природных территорий (заповедников, национальных парков), ключевых для сохранения биоценозов, требующихся для выживания исчезающих и редких видов. Например, крупные хищные животные (львы, тигры, леопарды) являются вершиной пищевой пирамиды и для их выживания требуется сохранить всю пищевую цепочку — от растительности до крупных травоядных копытных. Для существования в природе 1 уссурийского тигра ему требуется охотничья территория тайги размером 300—800 км2. Для охраны редких видов насекомых и мелких животных в Европе создаются микрозаповедники, а также «зеленые коридоры» для межпопуляционного обмена между охраняемыми территориями.
- создание стабильно размножающихся популяций исчезающих животных в неволе, на случай их исчезновения в дикой природе, или исчезновения их среды обитания. Примером может служить олень Давида, антилопа Орикс, лошадь Пржевальского, вымершие в дикой природе, но сохраненные в неволе и затем реинтродуцированные на охраняемых территориях.
- Так как быстрее всего исчезают флора и фауна в тропических регионах Африки, Азии, Океании и Латинской Америки, где проживает наиболее бедное население мира, вынужденное для своего пропитания вырубать и выжигать под посевы и пастбища остатки тропических лесов и саванн и заниматься браконьерством, то преодоление бедности в развивающихся странах является важным и для сохранения экосистем данных регионов.
- Экологическое просвещение
- Запрет добычи редких и исчезающих видов животных и растений, на государственном и межгосударственном уровне. Ведение контроля и принятие жёстких мер ответственности за нарушение природоохранного законодательства.
- Рациональное природопользование, в том числе иностранный туризм в национальных парках, а также продажа лицензий на охоту в специальных охотничьих заповедниках, в рамках экологически обоснованной квоты на охотничьих животных, — для получения дополнительных средств на охрану заповедных территорий и редких видов.
- Криоконсервация геномов исчезающих видов[26].

### Отдельные аспекты сохранения биоразнообразия
- Когда учёт долговременных хозяйственных интересов затруднён или попросту невозможен, может быть применён этический принцип: «Все живые существа в своём роде неповторимы и чем-то важны для биосферы в целом и человечества, как его частицы».
- Работа по сохранению биоразнообразия в рамках всего человечества не может быть ограничена охраной лишь нескольких особо богатых видами экосистем (таких, например, как тропические леса или коралловые рифы).
- В фокусе этой деятельности должны быть не только охраняемые природные территории (например, заповедники, местообитания тех или иных редких видов и др.), но и местности, где люди живут и работают.
- В качестве первоочередных направлений указанной деятельности целесообразно принятие разумных мер по сохранению и обоснованному учёту биологического разнообразия внутри самого человечества, как биологического вида, и отдельных населяющих его народов. Уравнительные, «среднестатистические» подходы к человеку (когда есть возможность и общественная обоснованность учёта биоразнообразия отдельного человека) приводят к огромному и неоправданному хозяйственному, моральному и экологическому ущербу[27]. Больные, бедные и малограмотные (вследствие подобных подходов) граждане просто не имеют сил и воодушевления задумываться о долговременных экологических последствиях.
- Увеличение финансирования деятельности по сохранению биоразнообразия само по себе не замедлит темпов исчезновения видов, биотопов и ландшафтов. Необходима особая политика государств и целая совокупность преобразований (в законодательстве, структуре природоохранной деятельности и т. д.), которые создадут условия, при которых увеличение расходов на сохранение биоразнообразия действительно будет успешным (на заданном временном периоде).
- Сохранение биоразнообразия — это сохранение природных даров, которые важны как на местном уровне, так и с точки зрения страны и всего человечества. Однако хозяйственная выгодность сохранения биоразнообразия заметно проявляется лишь при учёте его долговременных последствий и на уровне большой страны, материка, всего земного шара и интересов их населения за длительный период, поэтому для предотвращения ущерба биоразнообразию из сиюминутных и узкокорыстных побуждений необходимо применение соответствующих как ограничительных (для нарушителей), так и поддерживающих (для сознательных граждан) законодательных, хозяйственных и просветительских мер. Иначе говоря, грамотные, своевременные и уместные усилия по сохранению биоразнообразия должны быть выгодны в моральном и материальном отношении и на всех уровнях общества (от отдельного человека, учреждения до министерства и страны в целом), а иные усилия — менее или вовсе не выгодны.
- Сохранение биоразнообразия в будущем может быть устойчивым только в том случае, если осведомлённость и ответственность общества (на всех его уровнях), убеждённость в необходимости действий в этом направлении будут постоянно возрастать.
- Очень важно, чтобы политики и чиновники имели как необходимые сведения, на основе которой они могли бы делать обоснованный выбор и предпринимать соответствующие действия, так и законодательную ответственность за непринятие (или несвоевременное принятие) соответствующих решений (и, конечно, премии, награды и иное общественное признание — за своевременные и грамотные решения).
- Усиление подотчётности политиков, министерств и ведомств перед обществом в их деятельности (в том числе по вопросам сохранения биоразнообразия) тесно связано с расширением в том числе законодательных возможностей ответственного и грамотного участия и осведомлённости общественности, добровольческих обществ в решении соответствующих вопросов. И то, и другое — важнейшие условия, при которых возможна успешная деятельность по сохранению биоразнообразия.
- Расходы, которые необходимы для сохранения биоразнообразия, доходы и прибыль, которые даёт или даст в будущем эта деятельность, целесообразно более справедливо распределять между разными странами и между людьми внутри отдельных стран. Этот принцип подразумевает как высокий уровень международного сотрудничества, в пределе — братства и взаимопомощи, так и основательную и выверенную законодательную и научную поддержку (в том числе матем. моделирование последствий принимаемых решений) для предотвращения как отказов в помощи и поддержки на всех уровнях и по всем вопросам, где это действительно заслуженно и необходимо, так и иждивенчества и иных возможных злоупотреблений в иных случаях.
- Приоритеты в области сохранения биоразнообразия различаются на разных уровнях. Местные предпочтения могут не совпадать с общенародными или общечеловеческими, однако учёт и насколько возможно правильная настройка местных интересов на сохранение биоразнообразия здесь и сейчас важна и существенна, поскольку любые ограничительно-запретительные меры, если они существенно противоречат местным хозяйственным интересам и обычаям населения, будут так или иначе обходиться и нарушаться.
- Как часть ещё более масштабной деятельности по достижению устойчивого развития человечества сохранение биоразнообразия требует основополагающего изменения в подходах, составе и в практике развития хозяйственной деятельности во всём мире.
- Культурное разнообразие тесно связано с разнообразием природным. Представления человечества о разнообразии природы, его значении и использовании основываются на культурном разнообразии народов и наоборот, действия по сохранению биологического разнообразия часто усиливают культурную интеграцию и повышают её значимость.

## Задачи в сфере охраны биоразнообразия
- Экономическая — включение биоразнообразия в макроэкономические показатели страны; потенциальные экономические доходы от биоразнообразия, в их числе: прямые (медицина, сырьё и материалы для селекции и фармации и т. д.) и косвенные (экотуризм), а также издержки — восстановление разрушенного биоразнообразия.
- Управленческая — создание сотрудничества путём вовлечения в совместную деятельность государственных и коммерческих учреждений, армии и флота, негосударственных объединений, местного населения и всей общественности.
- Юридическая — включение определений и понятий, связанных с биоразнообразием, во все соответствующие законодательные нормы, создание правовой поддержки сохранения биоразнообразия.
- Научная — формализация процедур принятия решений, поиск индикаторов биоразнообразия, составление кадастров биоразнообразия, организация мониторинга.
- Образовательная — разработка и реализация образовательных программ, основанных на передовых знаниях в области охраны окружающей среды и эволюционной биологии в целях обучения и подготовки специалистов в области охраны биоразнообразия.
- Эколого-просветительская — экологическое образование населения, распространение идей охраны биоразнообразия, как важнейшей составляющей части биосферы.

## Год биологического разнообразия
20 декабря 2006 года Генеральная Ассамблея своей резолюцией 61/203 провозгласила 2010 год Международным годом биоразнообразия.
19 декабря 2008 года Ассамблея призвала все государства-члены выполнить их обязательства по значительному снижению к 2010 году темпов утраты биоразнообразия, уделяя надлежащее внимание данной проблеме в их соответствующих стратегиях и программах (резолюция 63/219). Ассамблея предложила всем государствам-членам создать для проведения Международного года биоразнообразия национальные комитеты, включающие представителей коренных народов и местных общин, и предложила всем международным организациям также отметить это событие.
В поддержку Международного года биоразнообразия Ассамблея планировала провести в 2010 году во время своей шестьдесят пятой сессии однодневное совещание высокого уровня с участием глав государств, правительств и делегаций.

## Десятилетие биоразнообразия
По решению ООН 2011—2020 объявлены десятилетием биоразнообразия.
В 2016 году Биоразнообразию присвоено почётное гражданство города Парижа.

## Комментарии
1. ↑  Из закона константности биосферы следует, что рост биомассы одного вида влечёт за собой сокращение биомассы других видов.